# Oxyopomyrmex oculatus
Oxyopomyrmex oculatus är en myrart som beskrevs av Andre 1881. Oxyopomyrmex oculatus ingår i släktet Oxyopomyrmex och familjen myror. Inga underarter finns listade i Catalogue of Life.

## Bildgalleri

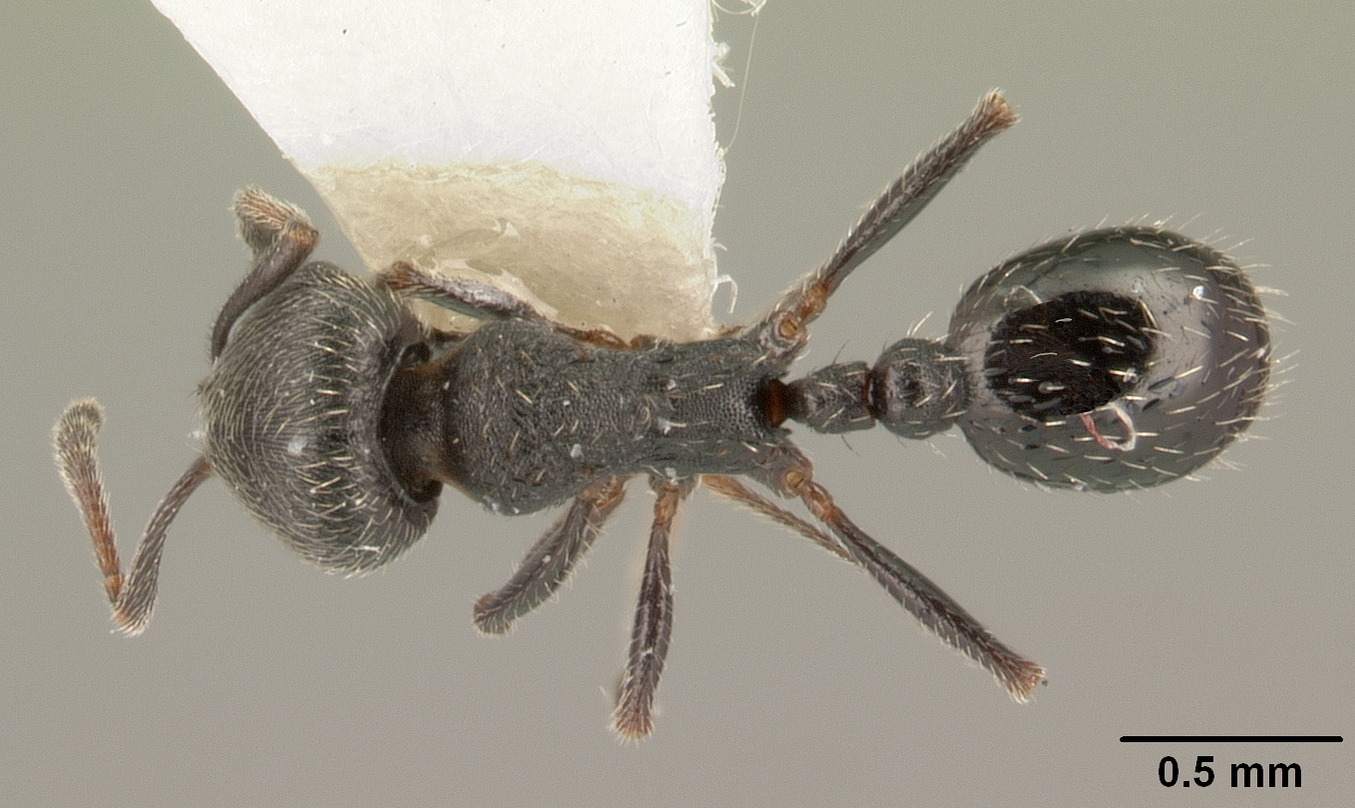
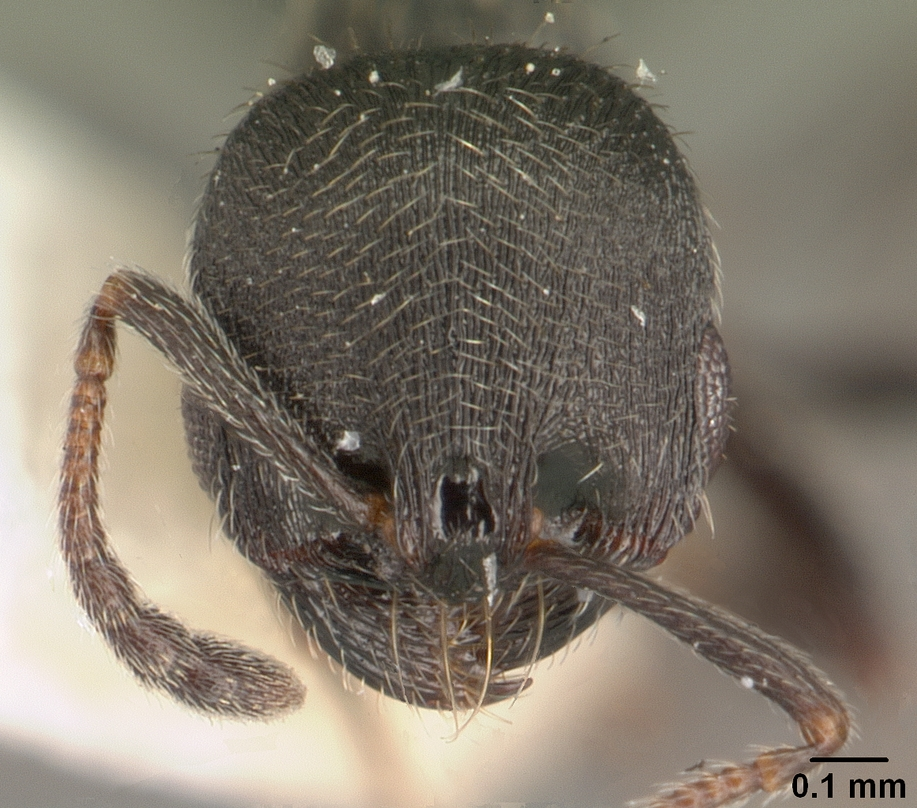
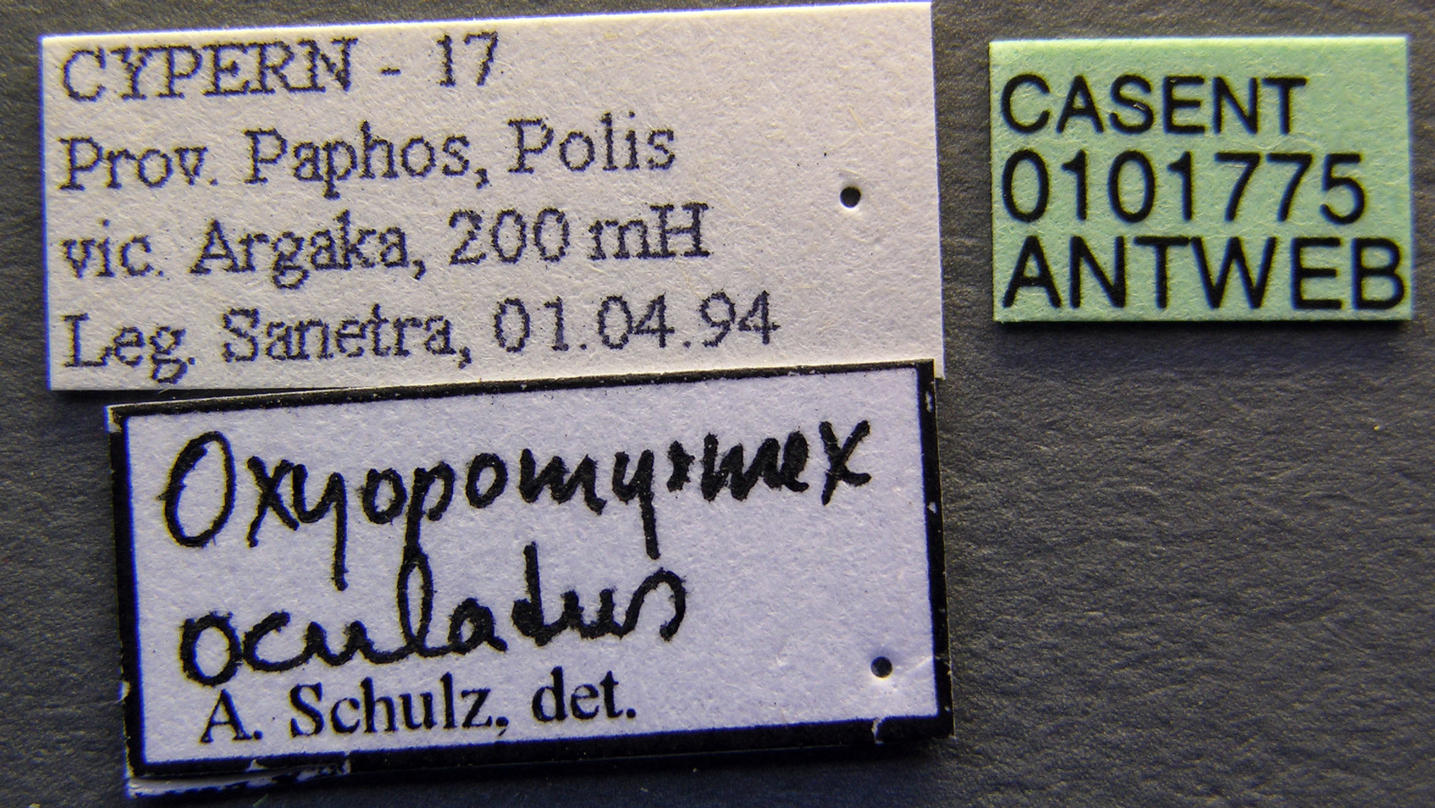
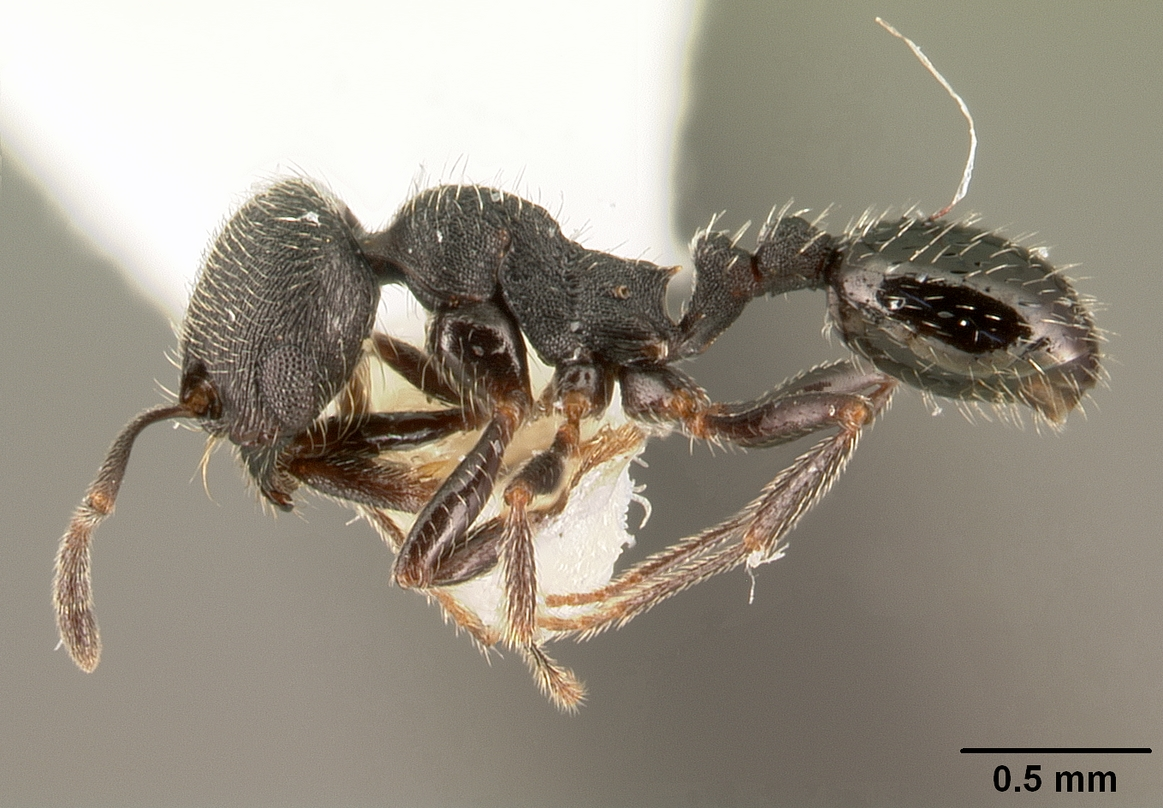